# کریس گوچیونه (تنیس‌باز)
 کریس گوچیونه (انگلیسی: Chris Guccione؛ زاده ۳۰ ژوئیهٔ ۱۹۸۵) یک تنیس‌باز اهل استرالیا است.